# 北川草子
北川 草子（きたがわ そうこ、1970年1月20日 - 2000年4月10日）は、岐阜県出身の歌人。本名、村瀬直美。

## 概要
岐阜県立岐阜北高等学校、早稲田大学第一文学部西洋史学科卒業。大学卒業後は第一勧銀情報システムに入社。
早稲田短歌会を経て「かばん」に入会。早大児童文学研究会にも所属し、「北川想子」の名前で童話の執筆もしていた。
1991年、童話『秋の日のサリちゃん物語』において、毎日新聞主催第8回小さな童話大賞・工藤直子賞を受賞。
1994年、『人魚』で第9回短歌現代新人賞佳作。
2000年に病気により急逝。2001年、歌集『シチュー鍋の天使』が遺歌集として、高柳蕗子を代表とした有志の手によって刊行された。
2003年、童話『天使のジョン』が 白泉社から出版されている。
作風は現代的な口語短歌であり、ファンタジックで童話的なモチーフを好む傾向にある。没後も根強い人気があり、文月悠光は『冬の本』（夏葉社、2012年）で『シチュー鍋の天使』を紹介している。

## 代表歌
- シチュー鍋に背中を向けた瞬間に白い巻き毛の天使がこぼれる
- きみのいない朝のしづけさ まなうらに人魚の失くした尾がひるがえる